# خرگوش‌موش لداخ
خرگوش‌موش لداخ (نام علمی: Ochotona ladacensis)، که همچنین به عنوان خرگوش‌موش لاداک شناخته می‌شود، گونه‌ای از پستانداران از خانواده خرگوش‌موشان (Ochotonidae) است که در چین، هند و پاکستان یافت می‌شود. پیش از شناسایی به عنوان یک گونه جداگانه، تصور می‌شد که نمونه‌ها از فلات پیکا هستند. آنهایی که به نام منطقه لاداخ نام‌گذاری شده‌اند، معمولاً در دره‌های رشته‌کوهی که از پاکستان تا هند تا چین در ارتفاعات بین ۴٬۳۰۰ و ۵٬۴۵۰ متر (۱۴٬۱۱۰ و ۱۷٬۸۸۰ فوت) قرار دارند یافت می‌شوند و گیاه‌خوار هستند.